# Per Pettersson (byggmästare)
Per Pettersson, född 1846 i Visseltofta socken, död 1931,[källa behövs] var en svensk byggmästare.

## Verk i urval
- Bunkeflo kyrka, nybyggnad 1897-98[1]
- Fuglie kyrka, nybyggnad 1902-04[2]
- Glemminge kyrka, nybyggnad 1898-1900[3]
- Kristianstads läns idiotanstalt, Hässleholm, nybyggnad 1886[4]
- Maglarps nya kyrka, nybyggnad 1907-08[5]
- Mellan-Grevie kyrka, nybyggnad 1892-93
- Röke kyrka
- Sankt Ibbs nya kyrka, nybyggnad 1898-99[6]
- Tygelsjö kyrka, nybyggnad 1903-04
- Östra Grevie kyrka, nybyggnad 1896-97[7]